# Paobokol
Paobokol is een bestuurslaag in het regentschap Lembata van de provincie Oost-Nusa Tenggara, Indonesië. Paobokol telt 249 inwoners (volkstelling 2010).